# Drop Dead, Gorgeous
I Drop Dead, Gorgeous sono stati una band post-hardcore originaria di Denver, Colorado. Hanno pubblicato tre album:  In Vogue; Worse Than a Fairy Tale; The Hot N' Heavy e un EP, Be Mine, Valentine.

## Formazione

### Componenti finali
- Danny Stillman - voce (membro originale)
- Kyle Browning - chitarra (membro originale)
- Jake Hansen - basso (membro originale)
- Danny Cooper - batteria (membro originale, ha lasciato la band a settembre 2006 per finire la scuola superiore, è ritornato a dicembre 2006)

### Ex componenti
- Judah Leary - chitarra ritmica (componente alla band da agosto a novembre 2006. Faceva parte anche della band Inked in Blood)
- Alan Baird - chitarra ritmica (faceva parte della band da novembre 2006, ma lascia la band bruscamente nel dicembre 2007 insieme con Passera)
- Danny Passera - batteria (entrato nella band a settembre 2006 dopo l'abbandono di Cooper, ma dopo il ritorno di Cooper nel dicembre 2006, Passera non poteva fare più parte della band; attualmente fa parte della band post-hardcore/indie Upon Beauty Rests)
- Aaron Rothe - tastiera (membro originale, lascia la band il 20 dicembre 2007 per ragioni sconosciute. Adesso suona con Skrillex)
- Dan Gustavson - chitarra ritmica (membro originale, ha lasciato la band dopo la scrittura dell'ultimo album The Hot N' Heavy ancor prima della sua pubblicazione ufficiale nel 2009)

## Discografia

### Album in studio
- 2006 - In Vogue (Rise Records)
- 2007 - Worse Than a Fairy Tale (Suretone Records)
- 2009 - The Hot N' Heavy (Suretone Records)

### EP
- 2006 - Be Mine, Valentine

## Video musicali
| Year | Song                                 | Album                   |
| ---- | ------------------------------------ | ----------------------- |
| 2006 | Fashion Your Seatbelt                | In Vogue                |
| 2007 | Dressed for Friend Requests          | In Vogue                |
| 2007 | They'll Never Get Me (Word with You) | Worse Than a Fairy Tale |